# Edith di Mercia
Edith di Mercia (... – dopo il 1066), figlia di Ælfgar, sposò in prime nozze Gruffydd ap Llywelyn e in seconde nozze divenne la moglie di Aroldo II d'Inghilterra che regnò brevemente nel 1066.

## Biografia
Edith nacque in data sconosciuta da Ælfgar, conte di Mercia (morto nel 1062), un nobile che era stato diverse volte a capo del contado dell'Anglia orientale nel decennio del 1050 e che infine era stato elevato al rango di conte di Mercia nel 1057 quale successore del padre Leofrico di Coventry. La madre di Edith con tutta probabilità fu Ælfgifu e suoi fratelli furono con ogni probabilità Edwin, conte di Mercia (morto nel 1071) e Morcar, conte di Northumbria.
Nel 1055 Ælfgar fu mandato in esilio con l'accusa di tradimento. Andò in Irlanda per mettere insieme delle truppe e stringere alleanza con Gruffydd ap Llywelyn, che era stato sovrano del Gwynedd fin dal 1037 e che in quell'anno aveva preso la sovranità di tutto il Galles. Ælfgar e Gruffyd invasero l'Inghilterra e saccheggiarono Hereford portando grave umiliazione al conte Ralph il Timido che dovette chiedere aiuto al re per poter scacciare gli invasori. Quando venne stretto l'accordo di pace, Ælfgar riebbe i suoi antichi titoli e nel 1057 ottenne anche il contado di Mercia a seguito della morte del padre.
Fu probabilmente nel 1057 che Edith venne data in sposa all'alleato del padre Gruffyd e Guglielmo di Jumièges, cronacotecario suo contemporaneo, la descrive come una donna di grande bellezza. Walter Map, vissuto circa un secolo dopo parla di una donna molto bella che venne profondamente amata dal re, un riferimento che potrebbe attagliarsi ad Edith. Per il matrimonio le venne dato un modesto quantitativo di terre inglesi, anche se l'unica proprietà che si può sicuramente identificare come sua era quella attorno al villaggio di Binley nel Warwickshire. Edith diede almeno tre figli a Gruffyd e una di loro, Nest, sposò Osbern FitzRichard (1055 circa - dopo il 1086), un signore delle marche sui confini dell'Herefordshire che acquistò Binley. La loro figlia, il cui nome è incerto, sposo quindi Bernard de Neufmarché un altro signore delle Marche. Le cronache registrano altri due figli della coppia, Mareddud ed Ithel, che morirono entrambi nel 1069, mentre si è incerti sull'esistenza di un terzo figlio a nome Owain che sarebbe morto giovane nel 1059.
L'alleanza fra la famiglia di Edith e quella del marito fu di grande importanza per il contenimento del crescente potere di quella di Godwin del Wessex, nel 1057 morto Ralph, i suoi domini andarono ad Aroldo, uno dei figli di Godwin. L'anno dopo Ælfgar venne dichiarato nuovamente fuorilegge, ma riconquistò presto i suoi titoli, dal 1062 si perdono le sue tracce e si ritiene quindi che sia morto in quel periodo. Nel 1063 Aroldo invase il Galles e Gruffyd venne ucciso, così che Edith si trovò vedova. Edith si risposò ancora, questa volta con Aroldo. La data delle nozze non è nota, ma devono aver avuto luogo non molto tempo prima della battaglia di Hastings, poco prima o poco dopo l'incoronazione di Aroldo, che divenne re col nome di Aroldo II d'Inghilterra nel gennaio del 1066. La scelta di Aroldo di prenderla in moglie pare essere stata eminentemente politica e potrebbe avere avuto come obiettivi non solo quello di assicurarsi l'appoggio dei merciani, tramite matrimonio, per le sue ambizioni regali, ma anche per indebolire il loro legame con i signori del Galles.
Edith si trovò presto di nuovo vedova, nel mese di ottobre Guglielmo il Conquistatore invase l'Inghilterra e vinse ad Hastings. Aroldo morì e Guglielmo ascese al trono. Non appena si seppe la notizia, Edith venne raggiunta dai fratelli che la mandarono a Chester per metterla al riparo; da quel momento in poi le sue tracce si perdono. Dalla prima moglie Ealdgyth Swan-neck (che aveva sposato secondo il costume More danico) Aroldo aveva avuto diversi figli, ma non è chiaro se il suo matrimonio con Edith produsse della prole, la tradizione le attribuisce comunque la maternità di due maschi, Harold e Ulf.